# Heydar Huseynov
Heydar Najaf oglu Huseynov (en azerí: Heydər Nəcəf oğlu Hüseynov; Ereván, 3 de abril de 1908 - Bakú, 15 de agosto de 1950) fue un filósofo y académico de Azerbaiyán.

## Biografía

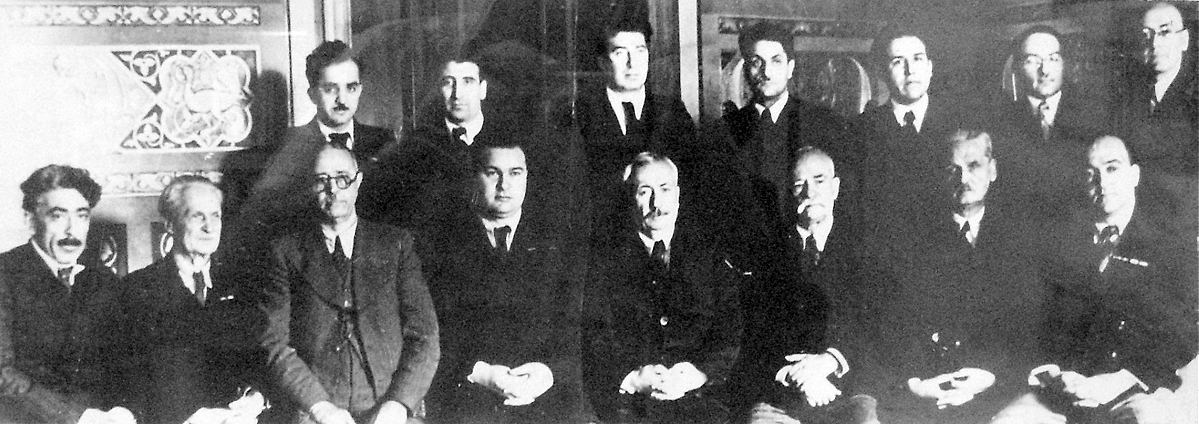
Los primeros miembros del Presidium de la Academia Nacional de Ciencias de Azerbaiyán, el año 1945. Fila inferior (de izquierda a derecha, sentados): Samad Vurgun, Iosif Yesman, Uzeyir Hajibeyov, Aliashraf Alizade, Mirasadulla Mirgasimov, Iván Ivanovich Shirokogorov, Aleksandr Grossheim, Mustafa Topchubashov. De pie: Yusif Mammadaliyev, Mirza Ibrahimov, Shamil Azizbeyov, Heydar Huseynov, Mirali Qashqay, Sadig Dadashov, Mikayil Useynov.

Heydar Huseynov nació el 3 de abril de 1908 en la ciudad de Ereván. En 1931 se graduó de la Universidad Pedagógica Estatal de Azerbaiyán. Habló fluidamente persa y árabe. 
En los años 1936-1940 fue director del Instituto de Enciclopedias y Diccionarios de la rama azerbaiyana de la Academia de Ciencias de la URSS. Entre 1939 y 1945 trabajó como primer vicepresidente del presidium de la rama azerbaiyana de la Academia de Ciencias. En los años 1945-1950 fue vicepresidente de la Academia Nacional de Ciencias de Azerbaiyán. En general Heydar Huseynov escribió alrededor de 100 obras científicas, la mayoría relacionadas con el pensamiento literario azerbaiyano. Heydar Huseynov hizo una contribución significativa al desarrollo de la ciencia histórica y filosófica. Dirigió la creación de la escuela de traducción de Azerbaiyán. Fue uno de los compiladores y editores de los diccionarios ruso-azerbaiyano y azerbaiyano-ruso. También fue autor de estudios sobre Bakhmanyar, Nezamí Ganyaví, Fuzûlî, Abbasgulu Bakıjanov, Mirza Kazim bey, Mirza Fatali Akhundov, Hasan bey Zardabi y otros.
Incapaz de hacer frente a las críticas de las autoridades estatales y de sus propios colegas y previendo su arresto, Heydar Huseynov se suicidó cortándose las venas el 15 de agosto de 1950.

## Premios y títulos
- Orden de la Bandera Roja del Trabajo (1945)
- Orden de la Insignia de Honor
- Medalla por la Defensa del Cáucaso
- Medalla por el Trabajo Valiente en la Gran Guerra Patria 1941-1945
- Premio Stalin (1948; 1950)